# Stereocyclops parkeri
Espèce
Synonymes
- Hypopachus parkeri Wettstein, 1934

Statut de conservation UICN

 LC  : Préoccupation mineure
Stereocyclops parkeri est une espèce d'amphibiens de la famille des Microhylidae.

## Répartition
Cette espèce est endémique du Brésil. Elle se rencontre dans le sud-ouest de l'État de Rio de Janeiro et dans la municipalité d'Ilhabela dans l'État de São Paulo.

## Étymologie
Son nom d'espèce, parkeri, lui a été donné en référence à Hampton Wildman Parker, herpétologiste britannique.

## Publication originale
- Wettstein, 1934 : Hypopachus parkeri nov. spec. ein neuer Termitenfrosch aus Brasilien. Zoologischer Anzeiger, vol. 105, p. 270-272.